# Нокра
Но́кра (Накура) — острів в Червоному морі в архіпелазі Дахлак, належить Еритреї, адміністративно відноситься до району Дахлак регіону Семіен-Кей-Бахрі.

## Географія
Розташований біля західних берегів острова Дахлак при вході до внутрішньої бухти Губбет-Мус-Нефіт. Довжина острова 4 км, ширина 2-2,5 км. На півдні береги облямовані кораловими рифами. Крайня південна точка острова — мис Рас-Булуль.

## Історія
В 1890 році острів разом з усім архіпелагом відійшов до складу італійської колонії Еритреї. Тоді на острові була збудована італійська в'язниця. В період холодної війни Ефіопія стала на бік СРСР, з кінця 1970-их років тут розміщувався пункт матеріально-технічного забезпечення ВМФ СРСР.